# 日本基督教団神戸栄光教会
日本基督教団 神戸栄光教会（にほんきりすときょうだん こうべえいこうきょうかい）は、兵庫県神戸市中央区にある日本基督教団の教会。

## 概要
1886年、パルモア学院（読書館）と同時に設立される。
兵庫県公館（旧兵庫県県庁本館）のすぐ北にある、神戸を代表する教会堂の一つで、2004年（平成16年）10月に再建された。阪神・淡路大震災で倒壊した先代の教会堂（1922年（大正11年）築）のゴシック様式の外観を踏襲する。外壁の煉瓦は手積みで以前の趣に近づけるよう施工され、内部は礼拝堂を2階から1階に移すなどバリアフリーが実現された。
平成17年度の県の景観形成重要建造物に指定された。

## 牧師
メソジストの流れを汲んでおり、初代牧師は、後に関西学院の創立者で初代院長となったウォルター・R・ランバス。歴代の牧師は関西学院大学神学部の出身者がほとんどである。

## 初代教会堂
10年の歳月を費やして1922年（大正11年）に竣工した煉瓦造、ゴシック様式の教会堂。日本における近代教会建築を代表するもので、三角屋根の聖堂と約40mの鐘楼は、隣接する兵庫県公館とともに70年余りのあいだ神戸の街のシンボルとして親しまれてきたが、阪神・淡路大震災によって失われた。

## 建築概要

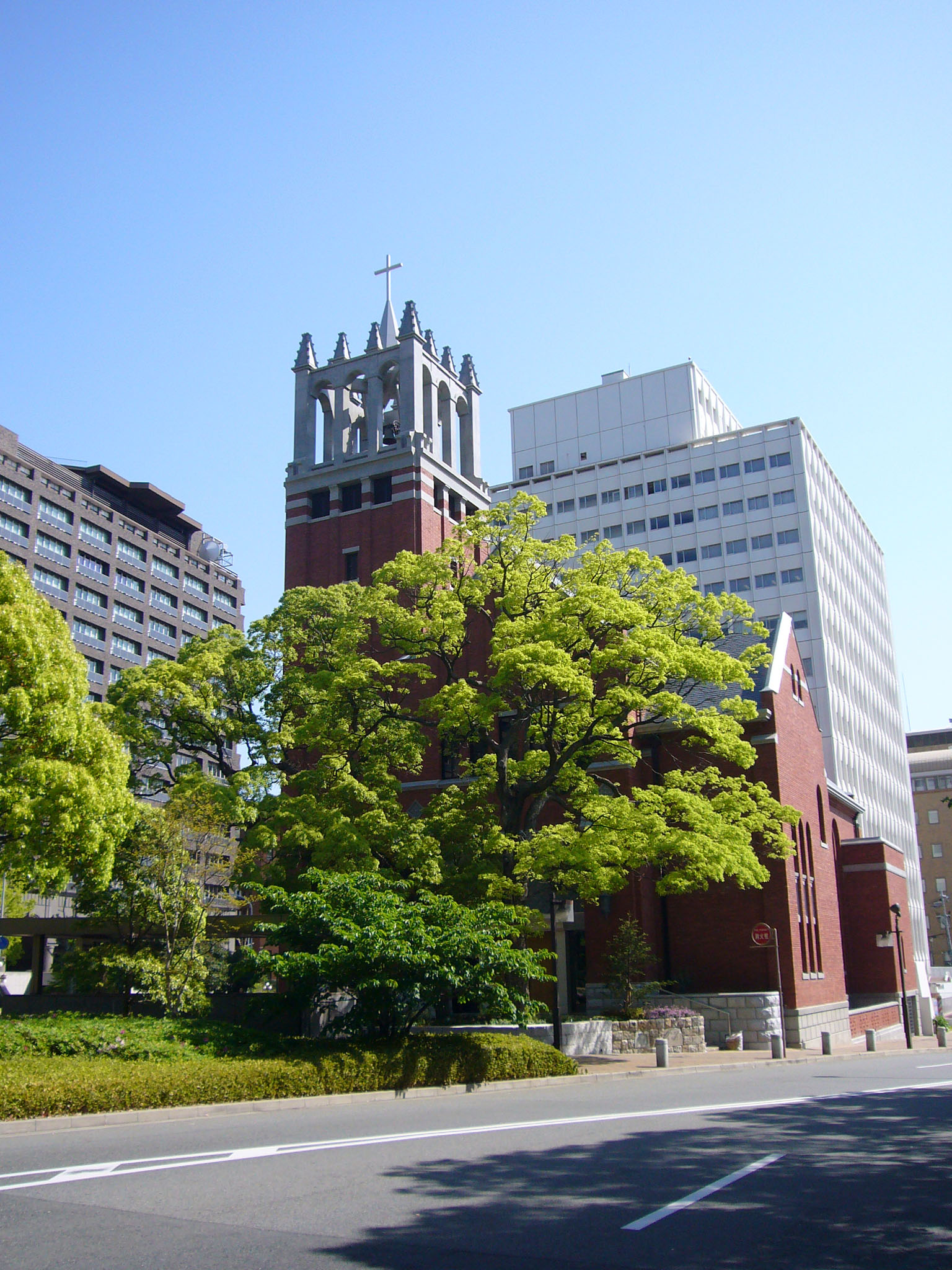
教会堂

- 設計 - 初代：曾根中条建築事務所、現代：日建設計
- 竣工 - 初代：1922年、現代：2004年
- 所在地 - 兵庫県神戸市中央区下山手通4

## 交通アクセス
- 神戸市営地下鉄西神・山手線 県庁前駅 徒歩1分
- 神戸市営地下鉄海岸線 みなと元町駅 徒歩6分
- JR・阪神　元町駅 徒歩5分